# خیس‌ترین محله جهان
«خیس‌ترین محلهٔ جهان» ([The Wettest County in the World] Error: {{Lang-xx}}: متن دارای نشانه‌گذاری ایتالیک است (راهنما)) یک رمان تاریخی از مت بندورانت است که در سال ۲۰۰۸ توسط انتشارات پسران چارلز اسکریبنر منتشر شد. داستان این کتاب در مورد دوران ممنوعیت الکل در ایالات متحده است. فیلم بی‌قانون (۲۰۱۲) بر اساس این کتاب ساخته شده‌است.